# Sandelträdsordningen
Sandelträdsordningen (Santalales) är en ordning av trikolpater. De flesta växter i denna ordning är delvis parasiter. De kan producera näring genom fotosyntes men låter sina rötter växa in i andra växters rötter för att ta upp vatten ur dem. Följande familjer ingår i Santalales enligt nyare klassificeringssystem:
- Misodendraceae - Fjädermistelväxter (eng. "feathery mistletoes")
- Loranthaceae - Praktmistelväxter (eng. "showy mistletoes")
- Olacaceae - Olaxväxter, som troligen är parafyletisk och kommer delas upp i flera familjer
- Opiliaceae - Opiliaväxter
- Santalaceae - Sandelträdsväxter, som i APG inkluderar Viscaceae (julmistelväxter, eng. "Christmas mistletoes") och Eremolepidaceae (hängemistelväxter, eng. "catkin mistletoes")
- Schoepfiaceae - Schoepfiaväxter

Olacaceae är den "äldsta" familjen och följs av de övriga som troligen är besläktade i två grupper: Misodendraceae, Loranthaceae och Schoepfiaceae, respektive Opiliaceae och Santalaceae. Ordningen Santalales är systergrupp till (närmast släkt med) en grupp bestående av familjen Dilleniaceae och ordningen Caryophyllales (nejlikväxternas ordning).
I det äldre Cronquistsystemet fanns ytterligare tre familjer i Santalales:
- Medusandraceae - vars två ingående släkten Medusandra och Soyauxia hör hemma i familjen Peridiscaceae i ordningen Saxifragales.
- Dipentodontaceae - vars enda art hör hemma i ordningen Huerteales, där familjen utvidgats.
- Balanophoraceae - är extremt förenklade, icke-fotosyntetiserande parasiter som eventuellt ändå hör hemma (som den tidigast uppkomna familjen) i Santalales.

Auktor för Santalales är du Mortier.